# Держановка (Казатинский район)
Держановка (укр. Держанівка) — село на Украине, находится в Казатинском районе Винницкой области.
Код КОАТУУ — 0521486606. Население по переписи 2001 года составляет 110 человек. Почтовый индекс — 22122. Телефонный код — 4342.
Занимает площадь 0,43 км².

## Адрес местного совета
22122, Винницкая область, Казатинский р-н, с. Пузырьки, ул. Ленина, 11, тел. 3-26-45; 3-26-42